# Lekë Matrënga
Lekë Matrënga (wł. Luca Matranga; ur. 18 maja 1567 w Piana degli Albanesi, zm. 1619) – włoski duchowny prawosławny oraz poeta narodowości arboreskiej.

## Życiorys

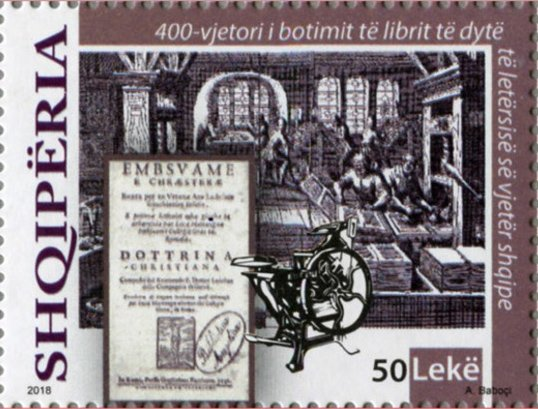
Albański znaczek z 2018, upamiętniający 400. rocznicę wydania książki E Mbësuame e Krështerë

Jego rodzina pochodziła prawdopodobnie z Peloponezu. W latach 1582–1587 uczył się w Kolegium Greckim w Rzymie, a święcenia kapłańskie przyjął około 1591. Pełnił posługę duszpasterską w Piana degli Albanesi.
W 1592 opublikował poemat pod tytułem Këngë e përshpirtëshme, będącym pierwszym poematem napisanym w dialekcie arbaryjskim. W tym samym roku napisał także książkę pod tytułem E Mbsuame e Krështerë, drugą po Meshari książkę napisaną w języku albańskim .
Zmarł w 1619 jako archiprezbiter.